# Fregio della caccia
Il fregio della caccia è un affresco che si trova sopra l'ingresso della tomba II di Verghina, scoperta da Manolis Andronikos insieme alle tombe del cosiddetto Tumulo Reale di Verghina nel 1977 e ritenuta dallo scopritore e da altri studiosi la tomba di Filippo II di Macedonia. Il tumulo è datato intorno al 350 a.C., la tomba e l'affresco fra il 340 e il 330 a.C.

## Descrizione
L'ingresso della tomba, preceduto da un dromos, presenta una decorazione architettonica semplice, con due semicolonne doriche a reggere un architrave e un fregio dorico dipinto. Al di sopra del fregio, tra due cornici aggettanti si trova un affresco che riempie uno spazio rettangolare di 5,56x1,16 metri e che rappresenta una scena di caccia.
Un paesaggio montuoso fa da sfondo a cinque scene scandite da alberi di specie diverse. Nel primo albero troviamo un elemento che Nicia, ritenuto da Paolo Moreno autore dell'opera, aveva già adottato nella sua Allegoria di Nemea, un piccolo quadro votivo, o pinax, appeso e contornato da nastri, a formare un gioco di "quadro nel quadro"; poco più oltre è presente un pilastro quadrangolare visto di spigolo e sormontato da statue. Questi elementi identificano il bosco non come luogo incolto, ma come spazio consacrato. Da sinistra: la cattura e uccisione di un cervo, l'assalto ad un cinghiale, al centro, tra due alberi, un giovane (forse Alessandro) che cavalca in atto di scagliare la lancia verso la scena seguente dove si rappresenta il combattimento con un leone il quale sta per essere ucciso da un uomo anziano a cavallo (forse Filippo), uno scontro con un orso che ferito fugge e infine un cacciatore che sembra tendere una rete. Non si tratta di una narrazione continua, che segua la sequenza cronologica delle azioni, ma di una composizione unica, in cui le figure possono sovrapporsi.
È da rilevare il sorprendente studio dei cacciatori a cavallo, dei cani (ve ne sono rappresentati nove) e degli alberi, così come gli effetti di volume, gli scorci e la movimentata spazialità della composizione. L'attenzione alla volumetria delle figure, ottenuta attraverso il colore piuttosto che attraverso la linea, sembra essere stata costante preoccupazione del pittore, testimoniata del resto dalle fonti letterarie. La luce rende evanescenti le montagne sullo sfondo e si diffonde, tra le quinte di roccia, verso il primo piano senza che se ne possa riconoscere una fonte determinata.
Per analogie con il mosaico della battaglia di Isso Manolis Andronikos ha attribuito il fregio a Filosseno di Eretria, ritenuto l'autore dell'originale pittorico dal quale è tratto il mosaico di Pompei, pittore appartenente alla bottega di Nicomaco di Tebe, alla quale si riferisce la decorazione della tomba I di Verghina, detta tomba di Persefone.

## Tecnica
Il fregio è gravemente danneggiato, lo studio attento della rappresentazione avviene sovente attraverso le riproduzioni lineari e fotografiche effettuate al momento della scoperta. La tecnica di esecuzione è l'affresco, con riprese occasionali a tempera. I colori impiegati sono il bianco del fondo e di uno dei cavalli, i toni caldi del giallo-arancio, rosso, bruno, viola pallido e porpora per le figure in primo piano, e quelli freddi più bassi, verde ed ombra azzurra, fino agli accenti cupi delle rocce. L'artista non si limita così all'uso dei quattro colori che facevano parte dell'antica tradizione pittorica (azzurro, nero, ocra e rosso).